# Hi, How Are You
| Críticas profissionais | Críticas profissionais |
| Avaliações da crítica  | Avaliações da crítica  |
| Fonte                  | Avaliação              |
| ---------------------- | ---------------------- |
| AllMusic               | [ 1 ]                  |

Hi, How Are You: The Unfinished Album é o sexto álbum lançado de forma independente em formato de fita cassete pelo cantor e compositor Daniel Johnston, gravado em setembro de 1983 na garagem de sua casa. É seu álbum mais conhecido. Johnston afirma que estava no meio de um ataque nervoso enquanto gravava o álbum, e, por isso, chama-o de seu "álbum inacabado".
O álbum é um dos com maior variedade de sons entre os lançamentos iniciais de Johnston. Enquanto álbuns anteriores focavam em uso de instrumentos como piano ou órgão quase que de maneira exclusiva, este álbum traz experimentos com cortes na fita e elementos de noise, além de uso de violão. Duas músicas trazem Jonhston cantando enquanto músicas instrumentais de Johnny Dankworth tocam ao fundo.
Este foi o primeiro álbum de Daniel Johnston a ter uma maior distribuição em formato de disco de vinil através da Homestead Records em 1988. 
A arte da capa foi também bastante popularizada por uma camiseta utilizada em diversas ocasiões pelo vocalista e guitarrista da banda Nirvana, Kurt Cobain.

## Faixas
| N.º            | Título                           | Duração |  |
| 1.             | "Poor You"                       | 2:03    |  |
| 2.             | "Big Business Monkey"            | 2:02    |  |
| 3.             | "Walking the Cow"                | 3:34    |  |
| 4.             | "I Picture Myself with a Guitar" | 0:45    |  |
| 5.             | "Despair Came Knocking"          | 2:44    |  |
| 6.             | "I Am a Baby (In My Universe)"   | 1:37    |  |
| 7.             | "Nervous Love"                   | 0:18    |  |
| 8.             | "I'll Never Marry"               | 0:21    |  |
| 9.             | "Get Yourself Together"          | 0:32    |  |
| 10.            | "Running Water"                  | 1:32    |  |
| 11.            | "Desperate Man Blues"            | 3:40    |  |
| 12.            | "Hey Joe"                        | 2:44    |  |
| 13.            | "She Called Pest Control"        | 0:53    |  |
| 14.            | "Keep Punching Joe"              | 3:11    |  |
| 15.            | "No More Pushing Joe Around"     | 4:42    |  |
| Duração total: | Duração total:                   | 30:38   |  |